# Auswanderungsbetrug
Der Auswanderungsbetrug war ein Straftatbestand in Deutschland.
Der frühere § 144 StGB trat in seiner ursprünglichen Fassung mit dem Reichsstrafgesetzbuch am 1. Januar 1872 in Kraft und wurde durch das Sechste Gesetz zur Reform des Strafrechts (Strafrechtsänderungsgesetz) mit Wirkung zum 1. April 1998 aufgehoben.

## Wortlaut des Gesetzestextes
Der Wortlaut des Gesetzestextes in seiner letzten Fassung vor der Aufhebung lautete:

## Rechtshistorischer Befund
Das Gesetz galt bereits zur Zeit des Kaiserreichs, in der Weimarer Republik und später in der Bundesrepublik, nicht jedoch in der DDR oder den Neuen Bundesländern. Zur Angleichung der Rechtsordnung nach der Wiedervereinigung und aufgrund der geringen Bedeutung der Strafvorschrift wurde deren Aufhebung durch den Bundesgesetzgeber beschlossen.

## Gesetzessystematik und Tatbestandsmerkmale
Das Vergehen des Auswanderungsbetruges war systematisch als Straftat gegen die öffentliche Ordnung und nicht als Vermögensdelikt eingeordnet. Es sollte deutsche Staatsangehörige gegen das geschäftsmäßige, betrügerische Verleiten zum Auswandern schützen. Nicht erforderlich war es, dadurch einen rechtswidrigen Vermögensvorteil zu erlangen.
Der Begriff der Auswanderung war nach der Rechtsprechung weit auszulegen: Nach der Entscheidung des Reichsgerichts schloss es die Tatbestandsverwirklichung nicht aus, wenn der Auswanderer daran dachte, später wieder nach Deutschland zurückzukehren.